# Grossglockner
Grossglockner (tiếng Đức: Großglockner) hoặc Glockner là ngọn núi cao nhất nước Áo.
Großglockner có độ cao 3.798 mét trên biển Adriatic (12.461 ft), và đỉnh núi cao nhất ở dãy Alps, phía đông của Đèo Brenner. Đây là một phần của Nhóm Glockner lớn hơn của dãy núi Hohe Tauern, nằm dọc theo dãy núi chính của Trung Đông Anpơ và dãy núi Alpine. Băng hà dài nhất nước Áo là Pasterze, nằm trên sườn phía đông của Grossglockner .
Đỉnh núi có dạng hình chóp đặc trưng bao gồm hai đỉnh cao, Grossglockner và Kleinglockner (3.770 m), từ tiếng Đức: gross, "big", và klein, "small"), tách biệt bởi đèo Glocknerscharte.